# Schutzsperre
Von einer Schutzsperre spricht man im Leistungssport, wenn ein Sportler zum Schutz seiner eigenen Interessen, auch gegen seinen Willen, vorübergehend von der Teilnahme an Wettkämpfen ausgeschlossen wird. Eine Schutzsperre wird gewöhnlich durch den jeweils zuständigen Sportverband verhängt. Ihr Zweck besteht vorwiegend darin, den Sportler daran zu hindern, sich unkalkulierbaren gesundheitlichen Risiken auszusetzen. Damit unterscheidet sie sich vom verwandten Begriff der Wettkampfsperre, der meist eine Strafmaßnahme wegen eines Fehlverhaltens bezeichnet.
Schutzsperren sind seit langem im Boxsport üblich und geregelt. Nach K.-o.-Niederlagen bzw. schweren Treffern soll dem Kämpfer über das Abklingen eventueller akuter Beeinträchtigungen hinaus ausreichend Zeit zur Regeneration gegeben werden. In vielen Sportarten werden Schutzsperren zunehmend bereits vorsorglich angewendet, z. B. wenn bei einer medizinischen Untersuchung ungewöhnliche physiologische Parameter festgestellt werden, insbesondere Indizien für Doping.
Umgangssprachlich ist der Ausdruck „Schutzsperre“ auch im Zusammenhang mit anderen vorbeugenden oder verdachtsbedingten Suspendierungen im Bereich des Sports anzutreffen.